# Guatemala nos Jogos Olímpicos
A Guatemala participou pela primeira vez dos Jogos Olímpicos em 1952, mas ficou de fora das três edições seguintes. A Guatemala tem enviado atletas para participarem de todas as edições dos Jogos Olímpicos de Verão desde 1968.
O país participou dos Jogos Olímpicos de Inverno apenas 1 vez, em 1988.
Até 2008, nenhum atleta da Guatemala havia ganho medalhas olímpicas. O tabu foi quebrado em 2012, quando Erick Barrondo chegou em segundo lugar na marcha atlética, perdendo apenas para o chinês Chen Ding.
Nas Olimpíadas de 2024, em Paris, Adriana Ruano Oliva, do Tiro Esportivo, conquistou a primeira medalha de ouro da história do País. 
O Comitê Olímpico Nacional da Guatemala foi criado em 1947 e reconhecido pelo COI no mesmo ano.